# Lyall Dagg
Lyall Dagg (Tisdale, 27 luglio 1929 – Kelowna, 14 maggio 1975) è stato un giocatore di curling canadese.

## Biografia
Vinse un'edizione dei campionati mondiali di curling nel 1964, edizione disputata a Calgary Canada con Leo Hebert, Fred Britton e Barry Niamark.